# Queen + Adam Lambert Tour 2014–2015
Die Queen + Adam Lambert Tour 2014–2015 war die erste weltweite Konzerttournee der britischen Rockband Queen und des US-amerikanischen Sängers Adam Lambert unter dem Projektnamen Queen + Adam Lambert.

## Hintergrund
Nachdem Brian May, Roger Taylor und Paul Rodgers 2009 ihre Zusammenarbeit unter dem Namen Queen + Paul Rodgers beendet hatten, kümmerten sich May und Taylor in den darauffolgenden beiden Jahren zunächst um die Wiederveröffentlichung ihres umfangreichen Backkatalogs (bedingt durch ihren Wechsel von EMI zu Island Records im Januar 2011) sowie die Zusammenstellung der eigenen Queen-Tributeband The Queen Extravaganza. Im Oktober 2011 berichtete das Musikmagazin NME, dass es seitens May und Taylor Überlegungen gebe, mit Lady Gaga als Ersatz für Paul Rodgers auf Tournee zu gehen. Die Sängerin äußerte sich daraufhin, dass sie nicht abgeneigt sei, mit Queen zusammenzuarbeiten.
Im November 2011 traten May und Taylor bei den MTV Europe Music Awards 2011 auf und wurden dabei erstmals von Adam Lambert begleitet. Im Dezember 2011 berichtete die Musikzeitschrift Billboard, dass man möglicherweise mit Lambert auf Tournee gehen wolle. Bereits 2009 hatte es wenige Monate nach Rodgers Ausstieg Gerüchte über eine mögliche Zusammenarbeit mit Lambert gegeben.
Als Queen + Adam Lambert gab die Band 2012 zunächst sechs ausgewählte Konzerte in Osteuropa und Russland, sowie drei ausverkaufte Shows im Londoner Hammersmith Apollo. Ein erster gemeinsamer Konzertauftritt war außerdem für Juli 2012 auf dem Sonisphere Festival in Knebworth (dem Ort, an dem Queen im August 1986 ihr letztes Konzert mit ihrem langjährigen Frontmann Freddie Mercury spielten) geplant. Das Festival wurde allerdings Ende März 2012 abgesagt.
Im folgenden Jahr 2013 gaben Queen und Lambert nur ein gemeinsames Konzert in der MGM Grand Garden Arena in Las Vegas. Dieses Konzert war Teil des iHeartRadio Music Festivals. Die Band wurde bei mehreren Liedern von der amerikanischen Band Fun auf der Bühne begleitet.
Am 6. März 2014 gaben Queen und Lambert auf einer Pressekonferenz in den USA und über ihre offizielle Website bekannt, dass sie im Juni 2014 eine Nordamerika-Tournee beginnen würden, die am 19. Juni 2014 in Chicago starten und außerdem Konzerte im  Madison Square Garden in New York City und im Forum in Inglewood (bei Los Angeles) umfassen würde, wo die Band zuletzt 1982 aufgetreten war. Außerdem sollte es Konzerte in Europa, sowie erstmals seit vielen Jahren Auftritte in Asien (darunter das erste Mal in ihrer Karriere in Südkorea, sowie erstmals seit 2006 in Japan), Australien und Neuseeland, sowie Südamerika geben (auf den letzten drei genannten Kontinenten gaben Queen zuletzt 1985 Konzerte.)
Die Tournee war ein weltweiter Erfolg. Laut Pollstar spielte die komplette Tour geschätzte 68,7 Millionen US-Dollar ein und belegte Platz 35 der Top 100 weltweiten Touren im Jahr 2014 und Platz 46 im Jahr 2015.
Bei den Konzerten wurden May, Taylor und Lambert wie bei allen Queen-Tourneen seit 1984 von Spike Edney an den Keyboards unterstützt. Weiterhin als Tourneemusiker wurden Neil Fairclough am Bass, sowie Roger Taylors Sohn Rufus Tiger Taylor an der Percussion verpflichtet. Bei den Aufführungen von Love of My Life und Bohemian Rhapsody war außerdem die Stimme von Freddie Mercury aus den 1975 aufgenommenen Studioversionen der beiden Lieder zu hören.

## Setlist
Gespielt wurden ausnahmslos alte Lieder von Queen, sowie vereinzelte Solo-Songs von Adam Lambert. Stücke von Rock the Cosmos, dem gemeinsamen Studioalbum von Queen + Paul Rodgers aus dem Jahr 2008 wurde dabei nicht berücksichtigt.

### Setlist Nordamerika
- Intro (Procession)
- Now I’m Here
- Stone Cold Crazy
- Another One Bites the Dust
- Fat Bottomed Girls
- In the Lap of the Gods... Revisited
- Seven Seas of Rhye
- Killer Queen
- Somebody to Love
- I Want It All
- Love of My Life
- ’39
- These Are the Days of Our Lives
- Bass Solo
- Drum Battle
- Under Pressure
- Love Kills
- Who Wants to Live Forever
- Last Horizon
- Guitar Solo
- Tie Your Mother Down
- All Your Love Tonight
- Radio Ga Ga
- Crazy Little Thing Called Love
- The Show Must Go On
- Bohemian Rhapsody
- We Will Rock You
- We Are the Champions
- Outro (God Save the Queen)

### Setlist Asien/Ozeanien
- Intro (Procession)
- Now I’m Here
- Stone Cold Crazy
- Another One Bites the Dust
- Fat Bottomed Girls
- In the Lap of the Gods... Revisited
- Seven Seas of Rhye
- Killer Queen
- Somebody to Love
- I Want It All
- Teo Torriatte (Let Us Cling Together) (nur in Japan)
- Love of My Life
- ’39
- A Kind of Magic
- Bass Solo
- Drum Battle
- Under Pressure
- Dragon Attack
- I Was Born to Love You
- Who Wants to Live Forever
- Last Horizon
- Guitar Solo
- Tie Your Mother Down
- All Your Love Tonight
- Radio Ga Ga
- Crazy Little Thing Called Love
- Bohemian Rhapsody
- We Will Rock You
- We Are the Champions
- Outro (God Save the Queen)

### Setlist Europa
- One Vision
- Stone Cold Crazy
- Another One Bites the Dust
- Fat Bottomed Girls
- In the Lap of the Gods... Revisited
- Seven Seas of Rhye
- Killer Queen
- I Want to Break Free
- Somebody to Love
- Love of My Life
- ’39
- These Are the Days of Our Lives
- A Kind of Magic
- Bass Solo
- Drum Battle
- Under Pressure
- Save Me
- Who Wants to Live Forever
- Last Horizon
- Guitar Solo
- Tie Your Mother Down
- All Your Love Tonight
- Radio Ga Ga
- Crazy Little Thing Called Love
- Bohemian Rhapsody
- We Will Rock You
- We Are the Champions
- Outro (God Save the Queen)

### Setlist Südamerika
- One Vision
- Stone Cold Crazy
- Another One Bites the Dust
- Fat Bottomed Girls
- In the Lap of the Gods... Revisited
- Seven Seas of Rhye
- Killer Queen
- Don’t Stop Me Now
- I Want to Break Free
- Somebody to Love
- Love of My Life
- ’39
- These Are the Days of Our Lives
- A Kind of Magic
- Bass Solo
- Drum Battle
- Under Pressure
- Save Me
- Ghost Town
- Who Wants to Live Forever
- Last Horizon
- Guitar Solo
- Tie Your Mother Down
- All Your Love Tonight
- Radio Ga Ga
- Crazy Little Thing Called Love
- Bohemian Rhapsody
- We Will Rock You
- We Are the Champions
- Outro (God Save the Queen)

## Tourdaten
| Nr.                  | Datum               | Stadt               | Land                | Veranstaltungsort          | Anmerkungen           |
| Leg 1 – Nordamerika  | Leg 1 – Nordamerika | Leg 1 – Nordamerika | Leg 1 – Nordamerika | Leg 1 – Nordamerika        | Leg 1 – Nordamerika   |
| -------------------- | ------------------- | ------------------- | ------------------- | -------------------------- | --------------------- |
| 1                    | 19. Juni 2014       | Chicago             | Vereinigte Staaten  | United Center              |                       |
| 2                    | 21. Juni 2014       | Winnipeg            | Kanada              | MTS Centre                 |                       |
| 3                    | 23. Juni 2014       | Saskatoon           | Kanada              | Credit Union Centre        |                       |
| 4                    | 24. Juni 2014       | Edmonton            | Kanada              | Rexall Place               |                       |
| 5                    | 26. Juni 2014       | Calgary             | Kanada              | Scotiabank Saddledome      |                       |
| 6                    | 28. Juni 2014       | Vancouver           | Kanada              | Rogers Arena               |                       |
| 7                    | 1. Juli 2014        | San Jose            | Vereinigte Staaten  | SAP Center at San Jose     |                       |
| 8                    | 3. Juli 2014        | Inglewood           | Vereinigte Staaten  | The Forum                  |                       |
| 9                    | 5. Juli 2014        | Paradise            | Vereinigte Staaten  | The Joint                  |                       |
| 10                   | 6. Juli 2014        | Paradise            | Vereinigte Staaten  | The Joint                  |                       |
| 11                   | 9. Juli 2014        | Houston             | Vereinigte Staaten  | Toyota Center              |                       |
| 12                   | 10. Juli 2014       | Dallas              | Vereinigte Staaten  | American Airlines Center   |                       |
| 13                   | 12. Juli 2014       | Auburn Hills        | Vereinigte Staaten  | Palace of Auburn Hills     |                       |
| 14                   | 13. Juli 2014       | Toronto             | Kanada              | Air Canada Centre          |                       |
| 15                   | 14. Juli 2014       | Montréal            | Kanada              | Centre Bell                |                       |
| 16                   | 16. Juli 2014       | Philadelphia        | Vereinigte Staaten  | Wells Fargo Center         |                       |
| 17                   | 17. Juli 2014       | New York City       | Vereinigte Staaten  | Madison Square Garden      |                       |
| 18                   | 19. Juli 2014       | Uncasville          | Vereinigte Staaten  | Mohegan Sun Arena          |                       |
| 19                   | 20. Juli 2014       | Columbia            | Vereinigte Staaten  | Merriweather Post Pavilion |                       |
| 20                   | 22. Juli 2014       | Boston              | Vereinigte Staaten  | TD Garden                  |                       |
| 21                   | 23. Juli 2014       | East Rutherford     | Vereinigte Staaten  | Izod Center                |                       |
| 22                   | 25. Juli 2014       | Uncasville          | Vereinigte Staaten  | Mohegan Sun Arena          |                       |
| 23                   | 26. Juli 2014       | Atlantic City       | Vereinigte Staaten  | Boardwalk Hall             |                       |
| 24                   | 28. Juli 2014       | Toronto             | Kanada              | Air Canada Centre          |                       |
| Leg 2 – Australasien |                     |                     |                     |                            |                       |
| 25                   | 14. August 2014     | Seoul               | Korea Sud           | Jamsil Auxiliary Stadium   | Supersonic Festival   |
| 26                   | 16. August 2014     | Osaka               | Japan               | Maishima Sports Island     | Summer Sonic Festival |
| 27                   | 17. August 2014     | Chiba               | Japan               | QVC Marine Field           | Summer Sonic Festival |
| 28                   | 22. August 2014     | Perth               | Australien          | Perth Arena                |                       |
| 29                   | 26. August 2014     | Sydney              | Australien          | Allphones Arena            |                       |
| 30                   | 27. August 2014     | Sydney              | Australien          | Allphones Arena            |                       |
| 31                   | 29. August 2014     | Melbourne           | Australien          | Rod Laver Arena            |                       |
| 32                   | 30. August 2014     | Melbourne           | Australien          | Rod Laver Arena            |                       |
| 33                   | 1. September 2014   | Brisbane            | Australien          | Entertainment Centre       |                       |
| 34                   | 3. September 2014   | Auckland            | Neuseeland          | Vector Arena               |                       |
| 35                   | 4. September 2014   | Auckland            | Neuseeland          | Vector Arena               |                       |
| Leg 3 – Europa       |                     |                     |                     |                            |                       |
| 36                   | 13. Januar 2015     | Newcastle upon Tyne | England             | Metro Radio Arena          |                       |
| 37                   | 14. Januar 2015     | Glasgow             | Schottland          | The SSE Hydro              |                       |
| 38                   | 17. Januar 2015     | London              | England             | The O2 Arena               |                       |
| 39                   | 18. Januar 2015     | London              | England             | The O2 Arena               |                       |
| 40                   | 20. Januar 2015     | Leeds               | England             | First Direct Arena         |                       |
| 41                   | 21. Januar 2015     | Manchester          | England             | Manchester Arena           |                       |
| 42                   | 23. Januar 2015     | Birmingham          | England             | Barclaycard Arena          |                       |
| 43                   | 24. Januar 2015     | Nottingham          | England             | Capital FM Arena           |                       |
| 44                   | 26. Januar 2015     | Paris               | Frankreich          | Le Zénith                  |                       |
| 45                   | 29. Januar 2015     | Köln                | Deutschland         | Lanxess Arena              |                       |
| 46                   | 30. Januar 2015     | Amsterdam           | Niederlande         | Ziggo Dome                 |                       |
| 47                   | 1. Februar 2015     | Wien                | Osterreich          | Stadthalle                 |                       |
| 48                   | 2. Februar 2015     | München             | Deutschland         | Olympiahalle               |                       |
| 49                   | 4. Februar 2015     | Berlin              | Deutschland         | O2 World                   |                       |
| 50                   | 5. Februar 2015     | Hamburg             | Deutschland         | O2 World                   |                       |
| 51                   | 7. Februar 2015     | Frankfurt am Main   | Deutschland         | Festhalle                  |                       |
| xx                   | 8. Februar 2015     | Brüssel             | Belgien             | Palais 12                  |                       |
| 52                   | 10. Februar 2015    | Assago              | Italien             | Mediolanum Forum           |                       |
| 53                   | 13. Februar 2015    | Stuttgart           | Deutschland         | Schleyerhalle              |                       |
| 54                   | 15. Februar 2015    | Herning             | Danemark            | Jyske Bank Boxen           |                       |
| 55                   | 17. Februar 2015    | Prag                | Tschechien          | O2 Arena                   |                       |
| 56                   | 19. Februar 2015    | Zürich              | Schweiz             | Hallenstadion              |                       |
| 57                   | 21. Februar 2015    | Krakau              | Polen               | Tauron Arena               |                       |
| 58                   | 24. Februar 2015    | London              | England             | SSE Arena Wembley          |                       |
| 59                   | 26. Februar 2015    | Liverpool           | England             | Echo Arena                 |                       |
| 60                   | 27. Februar 2015    | Sheffield           | England             | Motorpoint Arena           |                       |
| Leg 4 – Europa       |                     |                     |                     |                            |                       |
| 61                   | 16. September 2015  | São Paulo           | Brasilien           | Ginásio do Ibirapuera      |                       |
| 62                   | 18. September 2015  | Rio de Janeiro      | Brasilien           | Parque dos Atletas         | Rock in Rio VI        |
| 63                   | 21. September 2015  | Porto Alegre        | Brasilien           | Ginásio Gigantinho         |                       |
| 64                   | 25. September 2015  | Buenos Aires        | Argentinien         | Estadio GEBA               |                       |
| 65                   | 27. September 2015  | Córdoba             | Argentinien         | Orfeo Superdomo            |                       |
| 66                   | 30. September 2015  | Santiago de Chile   | Chile               | Estadio Nacional           |                       |

## Band
- Brian May: Gitarre, Hintergrundgesang, Gesang
- Roger Taylor: Schlagzeug, Hintergrundgesang, Gesang
- Adam Lambert: Gesang
- Spike Edney: Keyboards, Hintergrundgesang
- Neil Fairclough: Bass, Hintergrundgesang
- Rufus Tiger Taylor: Percussion, zusätzliches Schlagzeug, Hintergrundgesang